# エンダーのゲーム
『エンダーのゲーム』（Ender's Game）は、オースン・スコット・カードのSF小説。エンダーシリーズ (Ender Wiggins Saga) の第一作。

## 概要
『アナログ』誌1977年8月号にSF短編「エンダーのゲーム」が発表された。これはカードのデビュー作であり、この作品により1978年にジョン・W・キャンベル新人賞を受賞した。この短編はDial Pressから1980年に刊行された短篇集『無伴奏ソナタ』に収録された。
その後、長編化されトー・ブックスから1985年に出版された。長編作品は1985年にネビュラ賞、1986年にヒューゴー賞を受賞し、ダブル・クラウンを達成した。2008年には、PC、コンシューマ機、携帯ゲーム機向けのゲーム化が発表された。
2013年、ギャヴィン・フッド監督により映画化された。（詳細は『エンダーのゲーム (映画)』を参照）

## ストーリー
時は未来。人類は、異星人バガーの二度にわたる太陽系への侵攻を退けた。そして三度目の侵略に備えるため、地球の衛星軌道上にバトル・スクールと呼ばれる施設を設置し、「戦いを終わらせるもの」を養成することに決定した。
その頃、地球では人口抑制政策により、一家族で2子までしか子供をもうけられなくなっていたが、長男ピーターと長女ヴァレンタインの優秀さから、ウィッギン家には特別に3人目の出産が許された。その3人目こそ、運命の子アンドルー（エンダー）・ウィッギンだった。
天才的な才能を見込まれ、司令官の最有力候補としてわずか6歳でバトル・スクールに編入させられたエンダーは、世界中から集められた優秀な子供たちの中でも桁違いの成績を残し、成長していく。時を同じくして、ピーターとヴァレンタインもネットを利用して、地球上で勢力を広げていた。

## 日本語訳
長編版は野口幸夫訳が1987年に刊行され2008年には絶版状態だったが、2014年の日本での映画公開に合わせて田中一江による新訳版が発売された。

### 長編版
- 『エンダーのゲーム〔新訳版〕(上) 』田中一江訳 ハヤカワ文庫SF 2013年11月8日 ISBN 978-4150119270
- 『エンダーのゲーム〔新訳版〕(下) 』田中一江訳 ハヤカワ文庫SF 2013年11月8日 ISBN 978-4150119287
- 『エンダーのゲーム』野口幸夫訳 ハヤカワ文庫SF 1987年11月 ISBN 4-15-010746-7

### 短編版
- 「エンダーのゲーム」『無伴奏ソナタ』収録 金子浩訳 ハヤカワ文庫SF 2014年1月 ISBN 978-4150119409
- 「エンダーのゲーム」『無伴奏ソナタ』収録 野口幸夫訳 ハヤカワ文庫SF 1985年12月 ISBN 4-15-010644-4

## シリーズ
Ender、Shadow Saga、Formic Wars、Fleet Schoolの4シリーズが展開されている。作中の時系列に沿って刊行されている訳ではなく、続き物になっている『ゼノサイド』と『エンダーの子どもたち』を除けば、基本的にどう読み進めても不都合はない。

### 長編
- 『エンダーのゲーム』 Ender's Game （1985年）
- 『死者の代弁者』 Speaker for the Dead （1986年）
- 『ゼノサイド』 Xenocide （1991年）
- 『エンダーの子どもたち』 Children of the Mind （1996年）
- 『エンダーズ・シャドウ』 Ender's Shadow （1999年）
- 『シャドウ・オブ・ヘゲモン』 Shadow of the Hegemon （2001年）
- 『シャドウ・パペッツ』 Shadow Puppets （2002年）
- Shadow of the Giant （2005年）
- A War of Gifts: An Ender Story （2007年）
- Ender in Exile （2008年）
- Shadows in Flight （2012年）
- Earth Unaware （2012年）
  - Aaron Johnstonと共著
- Earth Afire （2013年）
  - Aaron Johnstonと共著
- Earth Awakens （2014年予定）
  - Aaron Johnstonと共著
- Shadows Alive （予告）

### 短編
- 「エンダーのゲーム」 Ender's Game （1977年）
  - 短編集『無伴奏ソナタ』 Unaccompanied Sonata and Other Stories （1980年）所収
  - 短編集First Meetings in the Enderverse （2002年）所収
- Gloriously Bright （1991年）
- 「投資顧問」 Investment Counselor （1999年）
  - アンソロジー『SFの殿堂 遥かなる地平』 Far Horizons （1999年）所収
  - 短編集First Meetings in the Enderverse （2002年）所収
- The Polish Boy （2002年）
  - 短編集First Meetings in the Enderverse （2002年）所収
- Teacher's Pest （2003年）
- Mazer in Prison （2005年）
- Pretty Boy （2006年）
- Cheater （2006年）
- Ender's Stocking （2007年）
- A Young Man with Prospects （2007年）
- The Gold Bug （2007年）
- Ender's Homecoming （2008年）
- Ender in Flight （2008年）

## ラジオドラマ
映画『エンダーのゲーム』の2014年1月18日の日本公開に先駆け、日本語吹替版声優によるラジオドラマが1月6日から9日、13日から17日にかけてニッポン放送など全国18局ネットで放送された。